# Óscar Rodríguez (ciclista)
Óscar Rodríguez Garaicoechea (Burlada, 6 maggio 1995) è un ciclista su strada spagnolo che corre per il team Ineos Grenadiers. Professionista dal 2017, ha vinto una tappa alla Vuelta a España 2018.

## Palmarès
- 2018 (Euskadi-Murias, una vittoria)

13ª tappa Vuelta a España (Candás/Carreño > La Camperona)

### Altri successi
- 2018 (Euskadi-Murias)

Classifica scalatori Tour of the Alps
- 2019 (Euskadi Basque Country - Murias)

Classifica scalatori Route d'Occitanie

## Piazzamenti

### Grandi Giri
- Giro d'Italia

2020: 45º
2023: ritirato (11ª tappa)
- Vuelta a España

2018: 51º
2019: 22º
2021: ritirato (7ª tappa)
2024: 24º

### Classiche monumento
- Giro di Lombardia

2023: 98º